# 張之浚 (雍正進士)
張之浚（？—？），順天府大興縣（今北京市）人，清朝政治人物，進士出身。

## 生平
雍正八年，登進士，授山東知縣。乾隆元年，擔任戶部主事。雍正十年，升任甘肅平涼府知府，后任莊浪涼州道。乾隆十五年，擔任山西按察使。乾隆十六年，改任四川松茂道。